# CSI: Vegas (2.ª temporada)
A segunda temporada de CSI: Vegas, uma série de televisão de drama, procedimentos policiais e suspense, teve sua exibição entre 29 de setembro de 2022 e 18 de maio de 2023 na CBS na temporada de televisão de 2022–2023 nos EUA.
Em CSI: Vegas, a série abre um novo capítulo em Las Vegas, a cidade onde tudo começou. A segunda temporada conta com os retornos de Paula Newsome, Matt Lauria e Mandeep Dhillon. Mel Rodriguez, Jorja Fox e William Petersen não retornaram.
A série conta com a chegada de Marg Helgenberger para reprisar seu papel como Catherine Willows. Em 24 de maio de 2022, foi anunciado que o ator recorrente Jay Lee seria atualizado para o elenco regular e que Lex Medlin e Ariana Guerra se juntariam ao elenco como regulares.
A presidente da CBS Entertainment, Kelly Kahl, confirmou que a segunda temporada terá mais de 13 episódios, embora a rede atualmente "não tenha feito uma contagem final ainda".
Em 15 de dezembro de 2022 foi anunciado que Eric Szmanda, deve reprisar seu papel como Greg Sanders durante a segunda metade da atual segunda temporada de CSI: Vegas. Sua passagem como convidado em vários episódios o reunirá com sua ex-co-estrela, Marg Helgenberger.

## Elenco

### Principal
- Paula Newsome como Maxine "Max" Roby, chefe do Laboratório Criminal de Las Vegas;
- Matt Lauria como Joshua "Josh" Folsom, um CSI de nível III que normalmente é o investigador principal em casos;
- Mandeep Dhillon como Allie Rajan, uma CSI nível II que é uma imigrante que seguiu seus sonhos até Las Vegas;
- Jay Lee como Christopher "Chris" Park, um CSI;
- Lex Medlin como Beau Finado, um CSI Nível I;
- Ariana Guerra como Serena;
- Marg Helgenberger como Catherine Willows.

### Recorrente
- Sarah Gilman como Penny Gill, uma CSI;
- Sean James como Will Carson, um detetive de homicídios;
- Kat Foster como Nora Cross, uma detetive de Assuntos Internos;
- Robert Curtis Brown como Undersheriff Cade Wyatt;
- Kathleen Wilhoite como Dra. Diane Auerbach;
- Sara Amini como Sonya, legista chefe;
- Joel Johnstone como Jack, legista assistente e irmão mais velho de Sonya;
- Katie Stevens como Lindsey Willows;
- Sherri Saum como Jodi Wallach;
- Eric Szmanda como Greg Sanders;
- Derek Webster como Dr. Milton Hudson, médico legista substituto.

## Episodios
| Seq. | Episódios | Título                    | Direção             | Escrito por                       | Data de exibição        | Audiência EUA (em milhões) |
| --- | --------- | ------------------------- | ------------------- | --------------------------------- | ----------------------- | -------------------------- |
| 11 | 1         | "Ela se foi"              | Kenneth Fink        | Jason Tracey                      | 29 de setembro de 2022  | 3,19                       |
| A segunda temporada de CSI: VEGAS começa com o retorno de Catherine Willows (Marg Helgenberger), enquanto ela convence Maxine Roby a deixá-la se juntar à estimada equipe CSI em Las Vegas. Os CSIs investigam o assassinato de uma dominatrix encontrada perto de sua masmorra sexual secreta. |           |                           |                     |                                   |                         |                            |
| 12 | 2         | "O homem pintado"         | Sam Hill            | Craig O'Neill                     | 6 de outubro de 2022    | 3,24                       |
| À medida que o Halloween desce em Sin City, os CSIs investigam quando um manequim assustador dentro de uma popular casa mal-assombrada se revela um cadáver real. Além disso, Catherine pede a ajuda de Folsom para procurar sua amiga que desapareceu. |           |                           |                     |                                   |                         |                            |
| 13 | 3         | "Historia de uma arma"    | Antonio Negret      | Safia M. Dirie                    | 13 de outubro de 2022   | 3.24                       |
| A equipe CSI investiga depois que um grupo de adolescentes descobre uma mulher morta ao volante de um carro abandonado em uma cidade fantasma de Nevada. |           |                           |                     |                                   |                         |                            |
| 14 | 4         | "Coala"                   | Claudia Yarmy       | Anthony E. Zuiker                 | 20 de outubro de 2022   | 3.61                       |
| Quando três assaltantes mascarados invadem uma casa e assassinam uma família inteira, incluindo uma mulher grávida, os CSIs são chamados ao local para investigar. Catherine lidera a equipe através do caso emocional, que intensifica seu próprio desejo de se reconectar com sua filha distante, Lindsey (Katie Stevens)                                                                                 |           |                           |                     |                                   |                         |                            |
| 15 | 5         | "Em perigo"               | Lin Oeding          | Graham Thiel                      | 27 de outubro de 2022   | 3.57                       |
| Depois que todos os convidados de uma festa de arrecadação de fundos para o departamento de ciências de uma universidade local adoecem, a equipe CSI se prepara para investigar. Além disso, Catherine convoca a colega de quarto de Grace para ajudá-la a encontrar pistas após o desaparecimento de Grace.                                                                                                |           |                           |                     |                                   |                         |                            |
| 16 | 6         | "Aí está o problema"      | Mario Van Peebles   | Jordana Lewis Jaffe               | 3 de novembro de 2022   | 3.14                       |
| Max lidera sua equipe para investigar a morte de um prestigioso chef com estrela Michelin encontrado enforcado no freezer de seu restaurante. |           |                           |                     |                                   |                         |                            |
| 17 | 7         | "Queimado"                | Benny Boom          | Tom Szentgyorgi                   | 10 de novembro de 2022  | 3.46                       |
| Uma misteriosa pegada parecida com um pé grande encontrada perto de uma cena de crime intriga a equipe CSI enquanto eles trabalham para descobrir quem - ou o que - matou pai e filho. |           |                           |                     |                                   |                         |                            |
| 18 | 8         | "Nota Graciosa"           | Gina Lamar          | Erika Vázquez e Siena Butterfield | 8 de dezembro de 2022   | 3.27                       |
| A frustração de Catherine se intensifica quando um dos principais suspeitos do desaparecimento de Grace é encontrado morto. A equipe esgota todas as suas habilidades para descobrir quem matou o suspeito e se sua morte os levará a Grace. |           |                           |                     |                                   |                         |                            |
| 19 | 9         | "No Quarto Branco"        | Kenneth Fink        | Marisa Tam & Graham Thiel         | 15 de dezembro de 2022  | 3,48                       |
| Quando os corpos de dois participantes do Regency Romantic Festival são descobertos, a equipe CSI descobre uma ligação chocante entre seus assassinatos e casos anteriores. |           |                           |                     |                                   |                         |                            |
| 20 | 10        | "Olhos"                   | Allison Liddi-Brown | Ryan Lee                          | 5 de janeiro de 2023    | 3,36                       |
| Chris Park lidera a equipe quando um convidado popular é assassinado após uma festa de influenciadores nas redes sociais. |           |                           |                     |                                   |                         |                            |
| 21 | 11        | "Brinqueta"               | Ruben Garcia        | Safia M. Dirie                    | 12 de janeiro de 2023   | 3,43                       |
| Enquanto o resto da equipe procura pela mãe desaparecida de um menino depois que ele foi encontrado escondido em uma garagem, Max recebe uma nota familiar e enigmática escrita em tinta prateada. |           |                           |                     |                                   |                         |                            |
| 22 | 12        | "Quando a poeira baixar"  | Raquel Raimist      | Jordana Lewis Jaffe               | 2 de fevereiro de 2023  | 3,80                       |
| A equipe investiga uma cena de crime coberta de poeira de quatro anos atrás, depois que a única sobrevivente de um ataque em um salão de beleza acorda do coma. |           |                           |                     |                                   |                         |                            |
| 23 | 13        | "Desossado"               | Erin Feeley         | Dave Metzger                      | 9 de fevereiro de 2023  | 3,82                       |
| Depois que os restos mortais de duas pessoas são encontrados perto de um riacho, Allie descobre que um deles data do Neolítico. Enquanto isso, um caso aparentemente aberto de legítima defesa leva à confusão quando Max encontra outra ligação com os assassinatos de Silver Ink. |           |                           |                     |                                   |                         |                            |
| 24 | 14        | "Terceira vez é o charme" | Eduardo Sánchez     | Tom Szentgyorgyi                  | 16 de fevereiro de 2023 | 2,93                       |
| Quando um homem morre em um beco com causas de morte aparentemente conflitantes, Folsom deve rastrear qual suspeito é o responsável pelo assassinato. Enquanto isso, Max e Allie seguem uma pista até seu principal suspeito relacionado aos assassinatos de Silver Ink. |           |                           |                     |                                   |                         |                            |
| 25 | 15        | "Cinzas, Cinzas"          | Stéphanie Marquardt | Marisa Tam                        | 2 de março de 2023      | 3.21                       |
| Depois que o principal suspeito dos assassinatos de Silver Ink é encontrado morto, as vidas da equipe CSI são colocadas em risco enquanto eles se aprofundam no verdadeiro motivo por trás dos assassinatos. |           |                           |                     |                                   |                         |                            |
| 26 | 16        | "Todos nós caímos"        | Ray Daniels         | Craig O'Neill e Graham Thiel      | 9 de março de 2023      | 3,34                       |
| Molly Tate, uma sobrevivente anterior dos assassinatos de Silver Ink, é morta e seu corpo preso com um veneno misterioso, hospitalizando Sonya no processo de autópsia. Enquanto isso, a equipe tenta encontrar um antídoto e decifrar os estranhos símbolos em tinta prateada. |           |                           |                     |                                   |                         |                            |
| 27 | 17        | "A promessa"              | Brad Tanenbaum      | Alex Berry e Anthony E. Zuiker    | 30 de março de 2023     | 3,26                       |
| Max confronta uma mãe enlutada e irritada quando os restos mortais de sua filha são encontrados dentro de um tambor no Lago Mead. Enquanto isso, Greg Sanders retorna ao laboratório criminal para oferecer ajuda à equipe. |           |                           |                     |                                   |                         |                            |
| 28 | 18        | "Fraturado"               | Gina Lamar          | Liz Castricone e Safia M. Dirie   | 13 de abril de 2023     | 3,39                       |
| A equipe investiga uma festa de máscaras ao ar livre no deserto comemorando a construção de um próximo cassino, depois que uma explosão acabou matando três pessoas. Enquanto isso, Folsom se depara com uma situação difícil quando um cadáver é encontrado no apartamento de seu amigo. |           |                           |                     |                                   |                         |                            |
| 29 | 19        | "Memórias mortas"         | Pam Veasey          | Craig O'Neill                     | 4 de maio de 2023       | 3.18                       |
| O julgamento de Allie é testado quando Gene Farrow, um ex-suspeito do assassinato do Homem Pintado, entra no laboratório criminal coberto de sangue e empunhando um cutelo. Enquanto isso, Max consulta um terapeuta para ajudá-la a lidar com seus problemas de raiva após a agressão. Além disso, Folsom tem problemas para se conectar com sua mãe distante após a prisão de seu amigo de infância Trey. |           |                           |                     |                                   |                         |                            |
| 30 | 20        | "Jogo de Concha"          | Omar Madha          | Marisa Tam                        | 11 de maio de 2023      | 3,29                       |
| Enquanto a equipe investiga a morte de um meteorologista local encontrado dentro de uma fábrica de processamento de nozes, Max pensa em quem promover a Supervisor do Turno Diurno. Além disso, Folsom luta para equilibrar seu relacionamento com Chávez enquanto investiga os problemas de drogas de sua mãe.                                                                                             |           |                           |                     |                                   |                         |                            |
| 31 | 21        | "Palavras Moribundas"     | Jason Tracey        | Jason Tracey                      | 11 de maio de 2023      | 2,76                       |
| Folsom entra em um frenesi emocional quando sua mãe é encontrada assassinada dentro de um armazém. Depois de se reunirem com Trey, os dois começaram a caçar o assassino. O episódio termina quando o principal suspeito é encontrado morto em uma lixeira, Josh se rende e é preso. |           |                           |                     |                                   |                         |                            |